# Austinochernes
Genre
Austinochernes est un genre de pseudoscorpions de la famille des Chernetidae.

## Distribution
Les espèces de ce genre sont endémiques d'Australie. Elles se rencontrent en Australie-Méridionale, au Victoria et en Tasmanie.

## Liste des espèces
Selon Harvey, 2021 :
- Austinochernes andrewaustini Harvey, 2021
- Austinochernes zigzag Harvey, 2021

## Systématique et taxinomie
Ce genre a été décrit par Harvey en 2021 dans les Chernetidae.

## Étymologie
Ce genre est nommé en l'honneur d'Andrew D. Austin.

## Publication originale
- Harvey, 2021 : « A new genus of the pseudoscorpion family Chernetidae (Pseudoscorpiones) from southern Australia with Gondwanan affinities. » Journal of Arachnology, vol. 48, no 3, p. 300–310 (texte intégral).